# Conus timorensis
Espèce
Statut de conservation UICN

 LC  : Préoccupation mineure
Conus timorensis est une espèce de mollusques gastéropodes marins de la famille des Conidae.
Comme toutes les espèces du genre Conus, ces escargots sont prédateurs et venimeux. Ils sont capables de « piquer » les humains et doivent donc être manipulés avec précaution, voire pas du tout.

## Description
La taille de la coquille varie entre 13 mm et 50 mm. La coquille lisse est striée vers la base. Sa couleur est blanc rosé, avec des nuages rose orangé et des séries de taches tournantes distantes. 

## Distribution
Cette espèce est présente dans l'Océan Indien au large des Mascareignes ; également au large de Timor, Florès et Nouvelle Guinée.

### Niveau de risque d’extinction de l’espèce
Selon l'analyse de l'UICN réalisée en 2011 pour la définition du niveau de risque d'extinction, cette espèce est présente au large des côtes de l'île Maurice, de Saint Brandon, de Timor, de l'île Tagala et de la Papouasie-Nouvelle-Guinée. Cette espèce est très commune dans les eaux peu profondes. Il n'y a pas de menaces majeures connues pour cette espèce. Elle est également protégée dans certaines parties de son aire de répartition. Elle est classée dans la catégorie " préoccupation mineure ".

## Taxonomie

### Publication originale
L'espèce Conus timorensis a été décrite pour la première fois en 1792 par le conchyliologiste danois Christian Hee Hwass dans « Encyclopédie méthodique ou par ordre de matières Histoire naturelle des vers - volume 1 » écrite par le naturaliste français Jean-Guillaume Bruguière (1750-1798),.

### Synonymes
- Conus (Textilia) timorensis Hwass, 1792 · appellation alternative
- Conus euschemon Tomlin, 1937 · non accepté
- Conus gracilis W. Wood, 1828 · non accepté
- Conus vespertinus G. B. Sowerby I, 1825 · non accepté
- Textilia timorensis (Hwass, 1792) · non accepté